# La Picto-Charentaise
La Picto-Charentaise is een Franse wielerwedstrijd voor vrouwen die jaarlijks wordt verreden in het noorden van de regio Nouvelle-Aquitaine. De eerste editie vond plaats in 2016 en werd verreden als amateurwedstrijd, sinds 2019 maakt de wedstrijd onderdeel uit van de UCI met een classificatie van 1.2. De Franse Gladys Verhulst won de wedstrijd als enige tweemaal, in 2019 voor het eerst en vier jaar later zegevierde ze nogmaals.

## Lijst van winnaars

### Meervoudige winnaars
| Overwinningen | Renner          | Land      | Jaren      |
| ------------- | --------------- | --------- | ---------- |
| 2             | Gladys Verhulst | Frankrijk | 2019, 2023 |

### Overwinningen per land
| Overwinningen | Land                     |
| ------------- | ------------------------ |
| 5             | Frankrijk                |
| 2             | Polen                    |
| 1             | Australië, Polen, Spanje |